# 誠和
株式会社誠和（セイワ、SEIWA CO.,LTD.）は、栃木県下野市に本社を置く研究開発型の施設園芸機器メーカーである。

## 概要
1968年2月11日にプラスチック成型の部品メーカーとして東京都中央区新川で創業。農業用ハウス内で温風ダクト分岐部に使用する「ダクトリンク」を機に農業分野に進出、「自動カーテン装置」のヒットを経て総合園芸機器メーカーとなった。統合環境制御に基づく高品質・高収量生産技術に強みを持ちトマト、キュウリ、パプリカ、イチゴ等で日本一の反収を達成している。グループに実践農園「トマトパーク」、農業人材教育事業「誠和アカデミー」等がある。

## 沿革
- 1968年2月11日 - 誠和化学工業所として創業
- 1971年4月 - 組織変更により誠和化学株式会社設立
- 1985年4月 - 株式会社誠和に社名変更
- 2015年4月 - 本社を栃木県下野市へ移転

## 事業内容
- 施設園芸（トマト・いちご・パプリカ・きゅうり・なす等の栽培）用の環境制御、養液栽培システム、省エネ省力機器、肥料等の製造販売。
- 施設園芸温室（ハウス）の設計、製造、販売。
- 全国生産者向けの栽培セミナーの開催
- 大規模生産農場の運営、教育。